# Fanoy
Fanoy (llamada oficialmente Santa María Madanela de Fanoi) es una parroquia española del municipio de Abadín, en la provincia de Lugo, Galicia.

## Situación

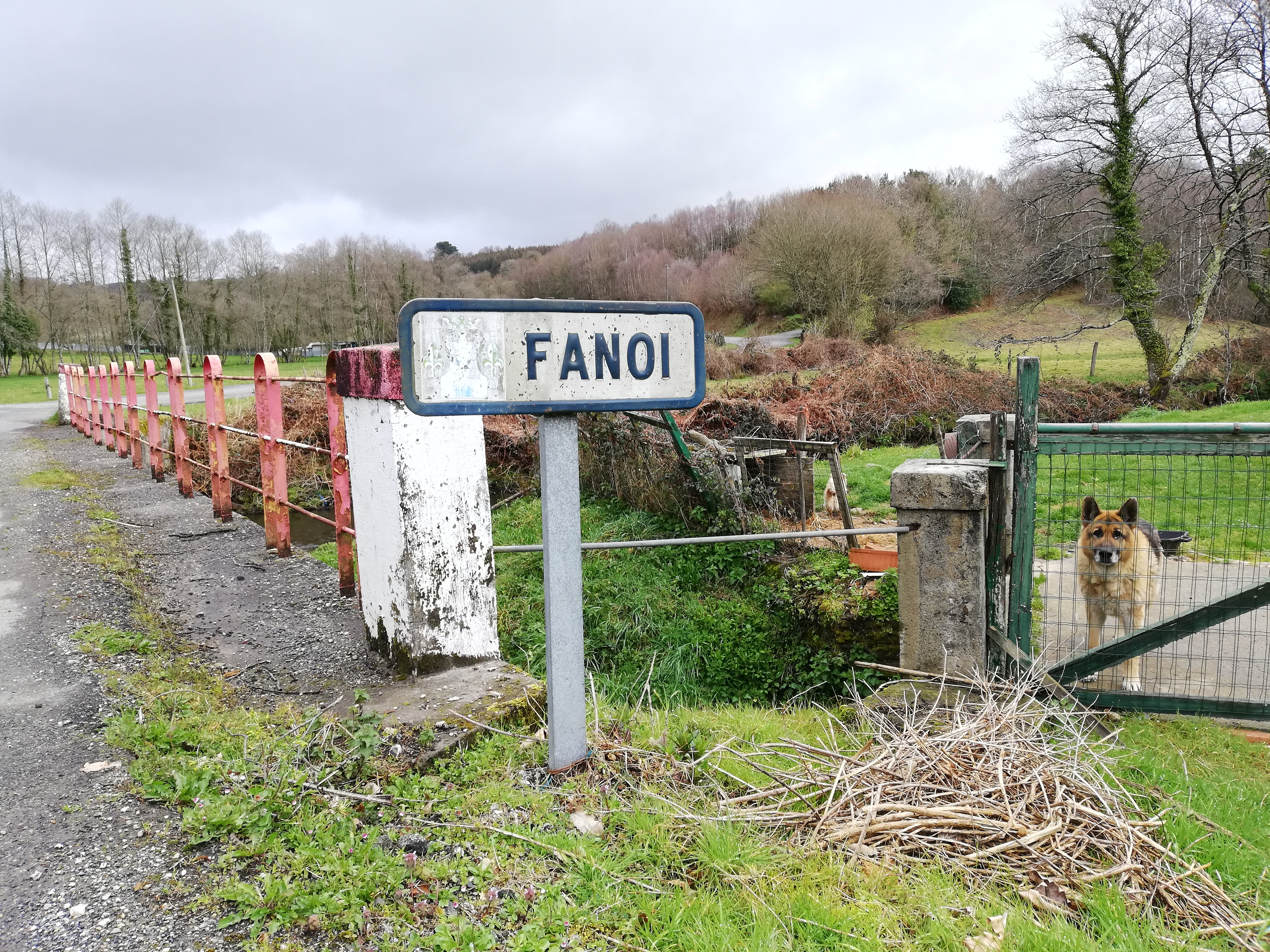
Letrero con el nombre de la parroquia

Se sitúa en el centro del concejo, al norte de la capital de este, a orillas del río Abadín y en las estribaciones de la sierra del Gistral. Es enlazada con Abadín por la carretera CP 01-07. Su capital es Caboxo.[cita requerida]

## Geografía
La parroquia es atravesada por varios cursos fluviales; el río Abadín bordea la parroquia por el sur y desembocan en él los arroyos de Fraga y Os Fornos. El Coto de Fontenova es un cerro que domina la parroquia, con una altura de 716 metros. Cerca de la parroquia se encuentra un tramo del Camino de Santiago del Norte.

## Historia
El Diccionario geográfico-estadístico-histórico de España y sus posesiones de ultramar de Pascual Madoz la describía en 1847 como una feligresía de la provincia de Lugo, perteneciente a la diócesis y partido judicial de Mondoñedo y al Ayuntamiento de Abadín. Situada en la parte oriental de los montes de Candia y Castromayor, su clima por aquel entonces era descrito como «templado y sano». La parroquia se componía de los lugares de Cabojo, Fenoibello, Gueba, Iglesia, Membribe, Pajariño, Regorodeiro y Tezán, que reunían sobre 50 casas de mala construcción. La iglesia parroquial (Santa María Magdalena) era aneja de San Juan de Romariz y por tanto el templo como el cementerio eran de tamaño muy reducido. El término lindaba por el norte con San Pedro de Labrada, al este con Santiago de Quende, al sur con Abadín y San Pedro de Candía, y por el oeste con los citados montes. Por la parte oriental corre un riachuelo que toca en el camino de Mondoñedo a Villalba, y a él se unen los derrames de las fuentes que se encuentran en el término. El terreno es descrito por el Madoz como «montañoso», si bien se hallaba cerca de la mitad destinado al cultivo, los caminos eran «locales y malos» y el correo se recibía por la capital del partido. En cuanto a agricultura se cultivaba centeno, patatas, trigo y avena, se daba la cría de ganado vacuno, lanar, cabrío y de cerda, habiendo caza mayor y menor. En el aspecto industrial, el Madoz señalaba la agrícola y cuatro molinos harineros. Por aquel entonces, 1846, había 55 vecinos y 256 almas en la parroquia.

## Organización territorial
La parroquia está formada por veintidós entidades de población, constando once de ellas en el nomenclátor del Instituto Nacional de Estadística español:

### Entidades de población
Entidades de población que forman parte de la parroquia:
- Barqueira (A Barqueira)
- Iglesia (A Irexa)
- A Porta de Bouza
- As Laguceiras
- A Zurreira
- Caboxo de Abaixo
- Caboxo de Arriba
- Cima de Vila
- Fanoi-Vello (Fanoi Vello)
- Goela
- Lidín
- Membribe
- O Cal
- Os Arantes
- Beos (Os Beos)
- Celeirote (O Celeirote)
- Fornos (Os Fornos)
- Paxariño (O Paxariño)
- O Vilar Novo
- Regoerdeiro (Regorredeiro)
- Tezán

### Despoblado
Despoblado que forma parte de la parroquia:
- Cavadas (As Cavadas)

## Demografía
| Gráfica de evolución demográfica de Fanoy entre 2000 y 2019 |
|                                                             |
| Datos según el nomenclátor publicado por el INE.            |